# No More Tears (песня Оззи Осборна)
«No More Tears» — песня английского хэви-метал-исполнителя Оззи Осборна. Пятый и заглавный трек альбома Оззи Осборна 1991 года No More Tears. Он достиг пятого места в американском чарте Mainstream Rock Tracks, 71-го места в Billboard Hot 100, 17-го места в голландском чарте Top 40 и 32-го места в британском чарте синглов UK Singles Chart.

## История
По словам гитариста Закка Уайлда, песня возникла в результате джем-сейшена: «Мы просто дурачились на репетициях. Майк начал импровизировать на басу, затем Рэнди взялся за барабаны, а затем Джон начал играть на клавишных». Осборн считает эту песню «даром Божьим», как указано в аннотации к альбому Prince of Darkness.
Укороченная версия этой песни была выпущена на некоторых радиостанциях и вошла в сборник 1997 года The Ozzman Cometh. Полная версия вошла в сборник The Essential Ozzy Osbourne.

## Тема
В буклете ремастеринга альбома No More Tears 2002 года Осборн заявил, что песня посвящена серийному убийце.
В выпуске Weekly Alibi от 27 сентября 2018 года, переписываясь с музыкальным критиком Августом Марчем, Осборн заявил, что написал песню, находясь в Альбукерке, штат Нью-Мексико.

## Музыкальное видео
В видео Осборн поёт в одиночку, а иногда в сопровождении своей группы, перемежаясь кадрами женщины (модели и актрисы Мэрайи О’Брайен), которая входит в комнату, садится на стул и плачет, пока не погружается в собственные слёзы. Видео было снято с учётом как альбомной, так и смонтированной версии песни. Некоторые каналы транслировали полную версию, другие — сокращённую. В конце видео можно увидеть дочь Осборна Келли в костюме ангела, которая под фонограмму поёт слова песни «It’s just a hand in the bush», повторяющиеся до самого конца видео.

## Отзывы
Ричард Гиллиам из AllMusic написал: «В песне именно тот жёсткий, ритмичный драйв, который отличает хороший хэви-метал», а «резкий вокал Осборна — один из самых сильных в его сольных работах», но «ближе к концу песни звучит бессмысленно перегруженный арт-роковый бридж, который портит в остальном прекрасную динамику песни».
Consequence of Sound назвал её «успешной песней, обязанной как глэм-металу, так и прог-року, выпущенной в том же году, что и альбом Nevermind группы Nirvana», и назвал её лучшей песней в альбоме, а «Mama I’m Coming Home» — «на втором месте».

## Участники записи
- Оззи Осборн — вокал
- Закк Уайлд — гитары, слайд-гитара
- Боб Дэйсли — бас-гитара
- Джон Синклер — клавишные, фортепиано
- Рэнди Кастильо — ударные

## Чарты
| Чарт (1991)                      | Высшая позиция |
| -------------------------------- | -------------- |
| США (Hot Mainstream Rock Tracks) | 5              |
| США (Billboard Hot 100)          | 71             |
| Великобритания UK Singles Chart  | 32             |

| Чарт (2025)                                  | Высшая позиция |
| -------------------------------------------- | -------------- |
| Чехия (Singles Digitál Top 100)              | 74             |
| Мир (Billboard Global 200)                   | 102            |
| Швеция (Heatseeker, Sverigetopplistan)       | 13             |
| США (Billboard Hot Rock & Alternative Songs) | 11             |

## Сертификации
| Регион                                                                      | Сертификация | Продажи |
| --------------------------------------------------------------------------- | ------------ | ------- |
| Канада (Music Canada)                                                       | Платиновый   | 80 000  |
| Данные о продажах + прослушиваниях приведены только на основе сертификации. |              |         |